# Dese
Dese (amharisch ደሴ Däse; auch Dessie) ist eine der größten Städte in Äthiopien und liegt in der Region Amhara, etwa 400 Kilometer nördlich von Addis Abeba gelegen.
Die Stadt liegt am nordöstlichen Rand des Hochlands von Abessinien in 2370 m Höhe. Mit dem benachbarten Kombolcha teilt sich Dese einen Flughafen. Nach Angaben der Zentralen Statistikagentur Äthiopiens hatte Dese 2005 169.104 Einwohner.

## Geschichte und Politik
Die Stadt wurde 1883 von Yohannes IV. gegründet. Der Name Dese bedeutet wörtlich „meine Freude“. Zuvor war die Stelle unter dem Namen Wäyra Amba bekannt gewesen, und Tewodros II. hatte hier ein Militärlager unterhalten. Das Gebiet eignete sich zur Besiedlung, da es das gemäßigte Klima der Wäyna-Daga-Höhenzone aufweist und über fruchtbare vulkanische Böden verfügt, sodass die Bauern genügend Überschüsse an Nahrungsmitteln für die Stadtbevölkerung produzieren konnten. Die Gouverneursresidenz wurde auf einem Hügel errichtet. Da Dese an der Kreuzung zweier Handelsrouten liegt, wurde es zum bedeutenden Handelszentrum. Auch Araber ließen sich in Dese nieder. Unter Menelik II. war es ein wichtiges Versorgungszentrum für die äthiopische Armee im Kampf gegen die Italiener.
Erster Gouverneur war Ras Imru, gefolgt von Kronprinz Asfa Wossen. Unter Haile Selassie und während der Herrschaft des Derg-Regimes war Dese Hauptstadt der Provinz Wollo bzw. 1987–1991 von Nord-Wollo. Mit der Neuordnung der Verwaltungsgliederung Äthiopiens wurde Dese Teil der Region Amhara.
Am 6. Dezember 1935 bombardierten italienische Flugzeuge im Zuge des italienisch-äthiopischen Krieges Dese und auch ein Zeltlager des Roten Kreuzes. Am 15. April 1936 besetzten italienische Truppen die Stadt. Innerhalb von Italienisch-Ostafrika wurde Dese zunächst dem Governorat Amara (Amhara) zugeteilt, am  1. Oktober 1940 jedoch zu Scioa (Shewa) übertragen. Am 26. April 1941 ergab sich die 10.000 Mann starke italienische Garnison in Dese anrückenden britischen Truppen. 1943 sammelten sich Truppen unter Führung des äthiopischen Kriegsministers Ras Abebe Aregai in Dese, um anschließend nach Norden gegen die Woyane-Rebellion vorzurücken.
1965 wurden 39.080 Einwohner gezählt. 45,9 % der Männer und 11,9 % der Frauen konnten lesen und schreiben. 63 % waren orthodoxe Christen und 36 % Muslime. 24 % der Männer und 28 % der Frauen waren in Dese geboren. Die meisten Haushalte bewohnten traditionell gebaute Häuser mit Wellblechdächern. An Industrie gab es eine Brauerei und einen Betrieb, der Nahrungsmittel verarbeitete. 1967 wurden 40.619 Einwohner gezählt, wovon 72,7 % Analphabeten waren.
Während der Hungersnot in Äthiopien 1972–1973, die vor allem Wollo betraf, strömten Hungerflüchtlinge nach Dese. 1975 waren von 56.849 Bewohnern nur 16,6 % in der Stadt geboren.
Im Oktober 1989 wurde Dese beinahe von den Rebellen der Volksbefreiungsfront von Tigray (innerhalb der Revolutionären Demokratischen Front der äthiopischen Völker) eingenommen, die bereits den Norden von Wollo kontrollierten.
Bei den Wahlen 2005 erhielt die oppositionelle Koalition für Einheit und Demokratie die Mehrheit der Stimmen in Dese. Nach den Wahlen kam es wie in anderen Städten zu Demonstrationen wegen Vorwürfen der Wahlmanipulation an die regierende EPRDF.